# Raisonnement par l'absurde
Le raisonnement par l’absurde (du latin reductio ad absurdum) ou apagogie (du grec ancien apagôgê) est une forme de raisonnement logique, philosophique, scientifique consistant à démontrer la vérité d’une proposition en prouvant l’absurdité de la proposition contraire. Dans d'autres domaines que la logique mathématique (voir la section ci-dessous par exemple), cela peut aussi désigner le fait de montrer la fausseté d’une proposition en déduisant logiquement d’elle des conséquences absurdes.

## En philosophie

### Apagogie positive
On parle d’apagogie positive ou de démonstration par l’absurde simple quand la conclusion affirme la vérité d’une proposition, non en l’établissant directement par une démonstration tirée de la nature même de la chose, mais indirectement, en faisant voir que la proposition contraire est absurde. On conclut de la fausseté de l’une à la vérité de l’autre.
Par exemple, Baruch Spinoza démontre par l’absurde que « la production d’une substance est chose absolument impossible » (Éthique I, proposition VI, corollaire). En effet, si une substance pouvait être produite, la connaissance de cette substance devrait dépendre de la connaissance de sa cause (sachant que la connaissance de l’effet suppose celle de la cause) et ainsi elle ne serait plus une substance, puisqu’une substance est précisément ce qui est en soi et est conçu par soi.

### Limites de ce mode de raisonnement
Ce raisonnement n’est légitime que lorsqu’il n’y a que deux propositions contradictoires possibles, dont l’une est nécessairement fausse si l’autre est vraie, et réciproquement ; autrement il dégénère en sophisme s’appuyant sur un faux dilemme. Ou alors, il faut effectivement prouver la fausseté de toutes les autres thèses alternatives : soit A, B ou C considérées comme hypothèses possibles, on prouve que B et C sont fausses, A est donc vraie (il s’agit classiquement de ce qu’on appelle aussi le raisonnement disjonctif ou modus tollendo-ponens).
D’un point de vue épistémologique, cette preuve reste toujours inférieure à la démonstration directe, parce que, si elle contraint l’esprit, elle ne l’éclaire pas et ne donne pas la raison des choses, comme le fait la preuve directe ou ostensive. Il est donc préférable de ne l’employer que quand on ne peut faire autrement : si, par exemple, dans la discussion, on a affaire à un contradicteur qui se refuse à toute preuve directe ou qui nie les principes. C’est le cas pour la réfutation de certaines doctrines, comme le scepticisme.

### Apagogie négative
En philosophie, la méthode apagogique ou réduction à l’absurde a une place plus importante dans le domaine de la réfutation des idées adverses. L’apagogie consiste alors à faire ressortir que la proposition à réfuter conduit à des conséquences absurdes car impossibles (contradictoires avec elles-mêmes ou avec d’autres principes admis comme vrais). Moins risqué que l’apagogie positive, ce mode de raisonnement n’affirme pas nécessairement que le contraire est vrai. Ainsi, on réfutera par exemple la proposition tout ce qui est rare est cher en indiquant que si c’était vrai, alors il s’ensuivrait qu’un cheval bon marché, qui est chose rare, devrait en même temps être cher, ce qui est absurde, c’est-à-dire contradictoire dans les termes. La proposition « tout ce qui est rare est cher » est donc nécessairement fausse. Mais on n’affirme pas pour autant que l’opposé logique de cette proposition, à savoir « Il existe quelque chose qui est rare sans être cher », est vraie.
Moins rigoureusement, voire de façon sophistique, on se contentera de faire ressortir des conséquences funestes ou désagréables d’une thèse ou d’une doctrine (voir l’argumentum ad consequentiam).
Néanmoins, il reste aussi préférable d’un point de vue logique de réfuter par l’analyse directe de la fausseté des principes. Aussi un usage non critique de ce type de preuve peut-il être soupçonné d’appartenir plus à la dialectique éristique et à la rhétorique qu’à la philosophie proprement dite.

## En logique et en mathématiques
La démonstration par l’absurde, utilisée en logique classique pour démontrer certains théorèmes, entre dans la preuve apagogique.
Admettons que nous ayons à démontrer une proposition p. La démarche consiste à montrer que l’hypothèse non p (c’est-à-dire que p est fausse) mène à une contradiction logique. Ainsi p ne peut pas être fausse et doit être donc vraie.
La reductio ad absurdum est donc représentée par :
{\displaystyle {\frac {S\cup \{\neg p\}\vdash F}{S\vdash p}}}
Dans ce qui précède, p est la proposition que nous souhaitons démontrer et S est un ensemble d’assertions qui sont données comme déjà acquises ; celles-ci pourraient être, par exemple, les axiomes de la théorie dans laquelle on travaille ou des hypothèses spécifiques. En considérant la négation de p en plus de S, si ceci mène à une contradiction logique F, alors on peut conclure que, des propositions de S, on déduit p.
En logique mathématique, on distingue la règle de réfutation:
- p → Faux, donc non(p), qui peut être prise comme définition de la négation,

de la règle de raisonnement par l’absurde :
- non(p) → Faux, donc p qui est le raisonnement par l’absurde.

La logique classique et la logique intuitionniste admettent toutes deux la première règle, mais seule la logique classique admet la deuxième règle, qui suppose l’élimination des doubles négations. De même, on rejette en logique intuitionniste le principe du tiers exclu. Aucune preuve en logique intuitionniste ne peut donc faire appel au raisonnement par l'absurde. Autrement dit, toute proposition prouvable en logique intuitionniste peut être prouvée sans l'utiliser. Réciproquement, une proposition démontrable en logique classique mais non-démontrable en logique intuitionniste nécessite un raisonnement par l’absurde. 
Ordinairement, les mathématiciens raisonnent en suivant les règles de la logique classique et utilisent ainsi le  raisonnement par l’absurde pour prouver l’existence abstraite d’objets mathématiques. Pour une proposition affirmant l’existence d’un tel objet, le raisonnement par l’absurde consiste à supposer que cet objet n’existe pas et en déduire une contradiction. On conclut alors à l’existence du dit objet sans l’exhiber. Ce type de raisonnement est rejeté en logique intuitionniste car il ne donne en aucune façon une construction effective du dit objet. À l’inverse, si l’affirmation de l’existence conduit à une contradiction, on en conclut que l’objet n’existe pas (on réfute son existence) sans qu’il y ait raisonnement par l’absurde et donc ce type de raisonnement est accepté en logique intuitionniste.
Le raisonnement par l’absurde est également utilisé pour justifier la validité en logique classique du raisonnement par contraposition, qui consiste à prouver l’implication P → Q en montrant que non(Q) → non(P)[réf. souhaitée].

### Exemples et contre-exemples
- Démonstration de la proposition ’zéro n’a pas d’inverse’ : on suppose vraie la proposition ’zéro a un inverse’. On en déduit qu’il existe un réel a tel que : a × 0 = 1. Or, a × 0 = a × (0+0) = (a × 0) + (a × 0) ; on aboutit donc à l’égalité 1 = 2, qui est fausse ici. Donc, par la règle de la réfutation, on a prouvé que zéro n’a pas d’inverse. Ceci n'est pas une démonstration par l'absurde, puisqu'il s'agit ici de juste d'employer la définition de la négation. Cette démonstration est alors tout à fait valable en logique intuitionniste.
- Démonstration de l’irrationalité de √2 : on suppose vrai que √2 est rationnel. Il existe donc deux entiers a et b, que l’on peut supposer premiers entre eux, tels que √2 = a/b. On a alors 2b2 = a2. Si on prend les restes des deux membres dans la division par 2, on obtient a2 = 0 mod 2, donc a est pair égal à 2a' (a' étant un entier). On a alors b2 = 2a'2, ce qui, par un raisonnement comparable, conduit à b pair. Or le fait que a et b soient tous deux pairs conduit à une contradiction avec a et b premiers entre eux. L’affirmation √2 est rationnel conduit alors à une contradiction, et donc sa négation est valide, √2 est irrationnel. Dans cette démonstration, on a seulement utilisé le fait que, si une proposition P conduit à une contradiction, alors on a non(P). Il n’y a donc aucun raisonnement par l’absurde, malgré les apparences. Le raisonnement tenu est donc valide aussi bien en logique classique qu’en logique intuitionniste.
- Démontrer qu’il y a une infinité de nombres premiers : on suppose qu’il n’y a qu’un nombre fini n de nombres premiers, et on les note, dans l’ordre, p1 = 2 < p2 = 3 < p3 = 5 < ... < pn. On considère alors P = p1p2p3 ... pn + 1. Par construction, n’est divisible par aucun nombre premier de la liste. Or, {\displaystyle P>1} et est un entier naturel, donc il possède un diviseur qui soit un nombre premier[2], et ce nombre premier n'est pas dans la liste, ce qui contredit le fait qu'on ait pu lister tous les nombres premiers. Donc l’hypothèse est fausse par définition de la négation; il y a donc une infinité de nombres premiers (dans la prop. 20 du livre IX des Éléments d'Euclide, Euclide ne raisonne pas par l’absurde, mais se borne à montrer que les nombres premiers sont en plus grande quantité que toute quantité proposée de nombres premiers). Cette démonstration n'est pas un raisonnement par l'absurde puisqu'on a juste besoin de faire appel à la règle de la réfutation.
- Démontrer le théorème des valeurs intermédiaires : même si un raisonnement par l’absurde ne semble pas apparaître dans la démonstration de ce théorème, il est cependant fait appel au principe du tiers exclu dont la validité repose sur le raisonnement par l’absurde. L’existence de la racine affirmée par le théorème est purement formelle et non effective. Ce théorème n’est pas accepté en analyse constructive sauf à rajouter des hypothèses plus fortes[3].
- Démontrer le théorème de d'Alembert : On suppose que {\displaystyle P\in \mathbb {C} [X]} n'a pas de racine et est non constante. On peut alors montrer que {\displaystyle {\frac {1}{P}}} est une fonction bornée et holomorphe. Par le théorème de Liouville, cette fonction est donc constante. Donc {\displaystyle P} est aussi constante, ce qui aboutit à une contradiction avec l'hypothèse de départ. Donc pour de tels polynômes non constants, par l'absurde on en déduit qu'ils doivent alors nécessairement avoir une racine.